# Cevimelina
Cevimelina, vendido sob a marca Evoxac, é um medicamento usado para tratar boca seca devido à síndrome de Sjögren ou radioterapia. É semelhante à pilocarpina e é tomado por via oral.
Os efeitos secundários geralmente são leves e podem incluir aumento da sudorese, coriza, náuseas, diarreia, dores de cabeça, tontura, distúrbios visuais e cansaço. A segurança durante a gravidez não é clara. É um agonista muscarínico, resultando no aumento da produção de saliva.
A cevimelina foi aprovada para uso médico nos Estados Unidos em 2000, onde um mês de medicamentos custava cerca de 52 dólares em 2021. Está disponível como medicamento genérico.